# Raquel Atawo
Raquel Atawo (* 8. Dezember 1982 als Raquel Kops-Jones in Fresno) ist eine ehemalige US-amerikanische Tennisspielerin.

## Karriere
Atawo, die laut WTA-Profil Hartplätze bevorzugt, begann im Alter von acht Jahren mit dem Tennissport. Seit 2002 spielt sie auf der Profitour, bis zu ihrer Heirat im Juli 2015 trat sie unter dem Namen Kops-Jones an (siehe „Persönliches“).
Atawo, die seit Oktober 2011 ausschließlich im Doppel und im Mixed antritt, gewann auf der WTA Tour bislang 18 Titel, davon 14 an der Seite von Abigail Spears und zehn auf Hartplatz. Im März 2015 erzielte sie mit Platz 10 der Doppelweltrangliste ihre persönliche Bestmarke.
Bei den Australian Open kam sie 2014 mit ihrer Dauerpartnerin bis ins Halbfinale, in dem sie Jekaterina Makarowa und Jelena Wesnina in drei Sätzen unterlagen. Für Atawo war es das bislang beste Abschneiden bei einem Grand-Slam-Turnier. In Wimbledon stand sie 2016 mit Spears erneut in einer Vorschlussrunde.

## Turniersiege

### Einzel
| Nr. | Datum           | Turnier   | Kategorie   | Belag     | Finalgegnerin       | Ergebnis |
| --- | --------------- | --------- | ----------- | --------- | ------------------- | -------- |
| 1.  | 8. Oktober 2006 | Traralgon | ITF $25.000 | Hartplatz | Casey Dellacqua     | 6:4, 6:2 |
| 2.  | 6. April 2008   | Pelham    | ITF $25.000 | Sand      | Rossana de los Ríos | 6:3, 6:4 |

### Doppel
| Nr. | Datum              | Turnier    | Kategorie         | Belag           | Partnerin             | Finalgegnerinnen                  | Ergebnis          |
| --- | ------------------ | ---------- | ----------------- | --------------- | --------------------- | --------------------------------- | ----------------- |
| 1.  | 4. November 2007   | Québec     | WTA Tier IV       | Teppich (Halle) | Christina Fusano      | Stéphanie Dubois Renata Voráčová  | 6:3, 7:66         |
| 2.  | 10. Mai 2009       | Oeiras     | WTA International | Sand            | Abigail Spears        | Sharon Fichman Katalin Marosi     | 2:6, 6:3, [10:5]  |
| 3.  | 23. Mai 2009       | Warschau   | WTA Premier       | Sand            | Bethanie Mattek-Sands | Yan Zi Zheng Jie                  | 6:1, 6:1          |
| 4.  | 18. September 2011 | Québec     | WTA International | Teppich (Halle) | Abigail Spears        | Jamie Hampton Anna Tatischwili    | 6:1, 3:6, [10:6]  |
| 5.  | 22. Juli 2012      | Carlsbad   | WTA Premier       | Hartplatz       | Abigail Spears        | Vania King Nadja Petrowa          | 6:2, 6:4          |
| 6.  | 23. September 2012 | Seoul      | WTA International | Hartplatz       | Abigail Spears        | Oqgul Omonmurodova Vania King     | 2:6, 6:2, [10:8]  |
| 7.  | 29. September 2012 | Tokio      | WTA Premier 5     | Hartplatz       | Abigail Spears        | Anna-Lena Grönefeld Květa Peschke | 6:1, 6:4          |
| 8.  | 14. Oktober 2012   | Ōsaka      | WTA International | Hartplatz       | Abigail Spears        | Kimiko Date-Krumm Heather Watson  | 6:1, 6:4          |
| 9.  | 28. Juli 2013      | Stanford   | WTA Premier       | Hartplatz       | Abigail Spears        | Julia Görges Darija Jurak         | 6:2, 7:64         |
| 10. | 4. August 2013     | Carlsbad   | WTA Premier       | Hartplatz       | Abigail Spears        | Chan Hao-ching Janette Husárová   | 6:4, 6:1          |
| 11. | 15. Juni 2014      | Birmingham | WTA Premier       | Rasen           | Abigail Spears        | Ashleigh Barty Casey Dellacqua    | 7:64, 6:1         |
| 12. | 18. August 2014    | Cincinnati | WTA Premier 5     | Hartplatz       | Abigail Spears        | Tímea Babos Kristina Mladenovic   | 6:1, 2:0 Aufgabe  |
| 13. | 28. Februar 2015   | Doha       | WTA Premier       | Hartplatz       | Abigail Spears        | Hsieh Su-wei Sania Mirza          | 6:4, 6:4          |
| 14. | 14. Juni 2015      | Nottingham | WTA International | Rasen           | Abigail Spears        | Jocelyn Rae Anna Smith            | 3:6, 6:3, [11:9]  |
| 15. | 18. Oktober 2015   | Linz       | WTA International | Hartplatz       | Abigail Spears        | Andrea Hlaváčková Lucie Hradecká  | 6:3, 7:5          |
| 16. | 23. Juli 2016      | Stanford   | WTA Premier       | Hartplatz       | Abigail Spears        | Anastasia Rodionova Darija Jurak  | 6:3, 6:4          |
| 17. | 30. April 2017     | Stuttgart  | WTA Premier       | Sand (Halle)    | Jeļena Ostapenko      | Abigail Spears Katarina Srebotnik | 6:4, 6:4          |
| 18. | 29. April 2018     | Stuttgart  | WTA Premier       | Sand (Halle)    | Anna-Lena Grönefeld   | Nicole Melichar Květa Peschke     | 6:4, 6:75, [10:5] |

## Abschneiden bei Grand-Slam-Turnieren

### Doppel
| Turnier         | 2003 | 2004 | 2005 | 2006 | 2007 | 2008 | 2009 | 2010 | 2011 | 2012 | 2013 | 2014 | 2015 | 2016 | 2017 | 2018 | 2019 | Bilanz | Karriere |
| --------------- | ---- | ---- | ---- | ---- | ---- | ---- | ---- | ---- | ---- | ---- | ---- | ---- | ---- | ---- | ---- | ---- | ---- | ------ | -------- |
| Australian Open | —    | —    | —    | —    | —    | —    | 2    | 2    | AF   | 1    | 2    | HF   | VF   | 2    | VF   | AF   | VF   | 21:11  | HF       |
| French Open     | —    | —    | —    | —    | —    | AF   | 1    | 1    | 1    | 2    | 1    | 2    | 1    | 2    | 1    | 2    | 2    | 7:12   | AF       |
| Wimbledon       | —    | —    | —    | —    | 1    | AF   | 1    | 1    | 2    | VF   | AF   | AF   | HF   | HF   | 1    | 2    | 2    | 20:13  | HF       |
| US Open         | 1    | 1    | —    | —    | —    | VF   | 1    | 1    | 1    | AF   | 2    | 1    | AF   | 1    | 2    | —    | 1    | 9:13   | VF       |

### Mixed
| Turnier         | 2009 | 2010 | 2011 | 2012 | 2013 | 2014 | 2015 | 2016 | 2017 | 2018 | 2019 | Karriere |
| --------------- | ---- | ---- | ---- | ---- | ---- | ---- | ---- | ---- | ---- | ---- | ---- | -------- |
| Australian Open | —    | VF   | —    | 1    | 1    | 1    | 1    | 1    | AF   | —    | —    | VF       |
| French Open     | 1    | —    | —    | 1    | 1    | AF   | AF   | 1    | 1    | —    | —    | AF       |
| Wimbledon       | 1    | —    | 1    | 1    | 2    | 2    | AF   | 2    | 1    | 1    | 2    | AF       |
| US Open         | AF   | 1    | AF   | 1    | AF   | 1    | AF   | 1    | AF   | 1    | VF   | VF       |

## Persönliches
Raquel Atawo, die Tochter von Nancy Kops und Lawrence Jones, hat zwei Schwestern: Renee und Khristy. Seit 2004 hat sie einen Abschluss der University of Berkeley. Am 18. Juli 2015 heiratete sie Tobore (Toby) Atawo und nahm dessen Nachnamen an. Die meisten Erfolge auf der Profitour erspielte sie sich jedoch unter dem Namen Kops-Jones.